# Mayá de Moncal
Mayá de Moncal (oficialmente y en catalán Maià de Montcal) es un municipio y localidad española de la provincia de Gerona, en la comunidad autónoma de Cataluña. El término municipal, ubicado en la comarca de la Garrocha, tiene una población de 491 habitantes (INE 2024).

## Geografía
Integrado en la comarca de La Garrocha, en el límite comarcal con Pla de l'Estany y Alto Ampurdán, se sitúa a 39 km de la capital provincial. El término municipal está atravesado por la carretera nacional N-260, entre los pK 58 y 60, y por una carretera local que permite la comunicación con Beuda. 
El relieve está definido por una parte montañosa al norte, donde destaca el pico Montcal, y una parte llana al sur, donde el río Fluviá hace de límite meridional. La altitud oscila entre los 545 m al norte (pico Montcal) y los 100 m a orillas del Fluviá. El pueblo se alza a 241 m sobre el nivel del mar. 
| Noroeste: Beuda | Norte: Beuda | Nordeste: Beuda y Cabanellas |
| Oeste: Beuda    |              | Este: Cabanellas y Crespiá   |
| Suroeste: Fares | Sur: Fares   | Sureste: Esponellá y Seriñá  |

## Historia
Consta en un documento del año 978 la donación efectuada por el conde obispo Miró III de Cerdaña al monasterio de San Pedro de Besalú, de una casa y su corte, con el nombre "Villa Maliano".
Hasta la reforma de la nomenclatura municipal de 1916 el municipio se llamaba simplemente Mayá. En dicha fecha su nombre fue modificado por el de Mayá de Moncal.

## Demografía
Mayá de Moncal cuenta con una población de 491 habitantes (INE 2024).
| Gráfica de evolución demográfica de Mayá de Moncal entre 1842 y 2021 |
| |
| Población de derecho según los censos de población del INE Población de hecho según los censos de población del INEEn estos censos se denominaba Mayá: 1842, 1857, 1860, 1877, 1887, 1897, 1900 y 1910 En estos censos se denominaba Mayá de Moncal: 1920, 1930, 1940, 1950 y 1960 Entre el censo de 1970 y el anterior, crece el término del municipio porque incorpora a Dosquers |

## Economía
Su economía principal es agrícola de secano con cereales, viñas y olivos. De hecho, Juan Riu Masmitjá, fundador de Riu Hotels, nació en una familia de agricultores en esta localidad en 1908. Tiene ganadería bovina y porcina.

## Entidades de población
- Mayá de Moncal
- Bruguers
- Les Carreres
- Dosquers
- Jonqueres
- Llorenç i el Molí d'en Llorenç
- El Plá de Baix
- La Riera
- Usall
- Vila-rodona

## Patrimonio
- Iglesia de San Vicente. Siglo X
- Santuario de Santa Magdalena de Mayá. Siglo XII
- Ermita de los Santos Primo y Feliciano (Siglo XVIII), en cuyo interior se encuentra un pozo de agua milagrosa, según creencia popular.
- Castillo de Dosqueres (documentado del año 1245)